# Henry Cubitt, IV barone Ashcombe
Henry Edward Cubitt, IV barone Ashcombe (Marylebone, 31 marzo 1924 – 4 dicembre 2013), è stato un nobile inglese.

## Biografia
Figlio di Roland Cubitt, III barone Ashcombe, e di Sonia Rosemary Keppel, fu zio e padrino della futura regina Camilla. Dopo aver studiato a Eton, prestò servizio nella Royal Air Force durante la seconda guerra mondiale. Fu presidente dell'impresa edile di famiglia Holland, Hannen and Cubitts. Dal 1961 al 1969 ricoprì l'incarico di console generale del Principato di Monaco a Londra.
Alla morte del padre Roland, il 28 ottobre 1962, ereditò il titolo di barone di Ashcombe e con esso la carica di lord temporale nella Camera dei lord, finché ricadde tra i pari ereditari destituiti dall'House of Lords Act del 1999.

## Discendenza
Ebbe tre matrimoni con
- Ghislaine Dresselhuys, contessa di Caledon, ex moglie di Denis Alexander, VI conte di Caledon (dal 1955 al 1968);
- Virginia Carington, figlia di Peter Carington, VI barone Carrington (dal 1973 al 1979);
- Mary Elizabeth Chipps, vedova di Mark Dent-Brocklehurst (dal 1979).

Non ebbe figli. Alla morte, il primo cugino Mark Cubitt gli succedette nel baronato come V barone Ashcombe.

## Ascendenza
|                                    |                                        |                                      | Genitori                         |  |  | Nonni |  |  | Bisnonni                         |  |  | Trisnonni     |  |
|                                    |                                        |                                      |                                  |  |  |       |  |  | George Cubitt, I barone Ashcombe |  |  | Thomas Cubitt |  |
|                                    |                                        |                                      |                                  |  |  |       |  |  | George Cubitt, I barone Ashcombe |  |  | Thomas Cubitt |  |
|                                    |                                        | Mary Anne Warner                     |                                  |  |  |       |  |  | George Cubitt, I barone Ashcombe |  |  |               |  |
| Henry Cubitt, II barone Ashcombe   |                                        |                                      |                                  |  |  |       |  |  | George Cubitt, I barone Ashcombe |  |  |               |  |
|                                    |                                        | Laura Joyce                          | James Joyce                      |  |  |       |  |  |                                  |  |  |               |  |
|                                    |                                        | Laura Joyce                          | James Joyce                      |  |  |       |  |  |                                  |  |  |               |  |
|                                    |                                        | Laura Joyce                          | Sarah Brakspear                  |  |  |       |  |  |                                  |  |  |               |  |
| Roland Cubitt, III barone Ashcombe |                                        | Laura Joyce                          |                                  |  |  |       |  |  |                                  |  |  |               |  |
|                                    |                                        | Archibald Motteux Calvert            | Charles Calvert                  |  |  |       |  |  |                                  |  |  |               |  |
|                                    |                                        | Archibald Motteux Calvert            | Charles Calvert                  |  |  |       |  |  |                                  |  |  |               |  |
|                                    |                                        | Archibald Motteux Calvert            | Jane Rowley                      |  |  |       |  |  |                                  |  |  |               |  |
| Maud Marianne Calvert              |                                        | Archibald Motteux Calvert            |                                  |  |  |       |  |  |                                  |  |  |               |  |
|                                    |                                        | Constance Maria Peters               | William Peters                   |  |  |       |  |  |                                  |  |  |               |  |
|                                    |                                        | Constance Maria Peters               | William Peters                   |  |  |       |  |  |                                  |  |  |               |  |
|                                    |                                        | Constance Maria Peters               | Marianne Jane Bonham             |  |  |       |  |  |                                  |  |  |               |  |
| Henry Cubitt, IV barone Ashcombe   |                                        | Constance Maria Peters               |                                  |  |  |       |  |  |                                  |  |  |               |  |
|                                    | William Keppel, VII conte di Albemarle | George Keppel, VI conte di Albemarle |                                  |  |  |       |  |  |                                  |  |  |               |  |
|                                    | William Keppel, VII conte di Albemarle | George Keppel, VI conte di Albemarle |                                  |  |  |       |  |  |                                  |  |  |               |  |
|                                    | William Keppel, VII conte di Albemarle | Susan Trotter                        |                                  |  |  |       |  |  |                                  |  |  |               |  |
| George Keppel                      | William Keppel, VII conte di Albemarle |                                      |                                  |  |  |       |  |  |                                  |  |  |               |  |
|                                    |                                        | Sophia Mary MacNab                   | Allan MacNab, I baronetto        |  |  |       |  |  |                                  |  |  |               |  |
|                                    |                                        | Sophia Mary MacNab                   | Allan MacNab, I baronetto        |  |  |       |  |  |                                  |  |  |               |  |
|                                    |                                        | Sophia Mary MacNab                   | Mary Stuart                      |  |  |       |  |  |                                  |  |  |               |  |
| Sonia Rosemary Keppel              |                                        | Sophia Mary MacNab                   |                                  |  |  |       |  |  |                                  |  |  |               |  |
|                                    |                                        | William Edmonstone, IV baronetto     | Charles Edmonstone, II baronetto |  |  |       |  |  |                                  |  |  |               |  |
|                                    |                                        | William Edmonstone, IV baronetto     | Charles Edmonstone, II baronetto |  |  |       |  |  |                                  |  |  |               |  |
|                                    |                                        | William Edmonstone, IV baronetto     | Louisa Hotham                    |  |  |       |  |  |                                  |  |  |               |  |
| Alice Frederica Edmonstone         |                                        | William Edmonstone, IV baronetto     |                                  |  |  |       |  |  |                                  |  |  |               |  |
|                                    |                                        | Mary Elizabeth Parsons               | John Whitehill Parsons           |  |  |       |  |  |                                  |  |  |               |  |
|                                    |                                        | Mary Elizabeth Parsons               | John Whitehill Parsons           |  |  |       |  |  |                                  |  |  |               |  |
|                                    |                                        | Mary Elizabeth Parsons               | Mary Dewar                       |  |  |       |  |  |                                  |  |  |               |  |
|                                    |                                        | Mary Elizabeth Parsons               |                                  |  |  |       |  |  |                                  |  |  |               |  |